# 柳谷謙介
柳谷 謙介（やなぎや けんすけ、1924年〈大正13年〉6月19日 - 2017年〈平成29年〉11月18日）は、日本の外交官。
外務事務次官（第21代）、オーストラリア国駐箚特命全権大使、外務審議官、外務省大臣官房長、外務省情報文化局長などを歴任した。

## 来歴
東京府出身。学生時代は学徒出陣ため海軍に召集され、その後、東京大学法学部を卒業。1948年（昭和23年）、外交官領事官採用試験に合格。外務省入省後、フランス、パキスタン、イギリスなどで勤務し、1959年（昭和34年）からは北東アジア課首席事務官を5年間務め、1965年（昭和40年）の日韓国交正常化への交渉を支えた。1973年（昭和48年）7月からは在中華人民共和国日本国大使館公使を務め、日中漁業協定に仮調印した。
1976年（昭和51年）1月22日、情報文化局長に就任。
1978年（昭和53年）1月24日、外務省大臣官房審議官に就任。
同年11月2日、アジア局長に就任。アジア局長として対中国援助を手掛けた。
1980年（昭和55年）1月22日、外務省大臣官房長に就任。
1981年（昭和56年）9月16日、外務審議官に就任。
1982年（昭和57年）10月15日、オーストラリア国駐箚特命全権大使に就任。
1985年1月29日、外務事務次官に就任。中曽根康弘首相（当時）による靖国神社参拝で日中関係が冷え込んだ際には、事務次官として対応にあたった。
1987年（昭和62年）6月30日、定年退官。同年7月から外務省顧問を務めた。定年退官後の1988年（昭和63年）1月8日、国際協力事業団（JICA）総裁に就任。総裁を1994年（平成6年）7月31日まで務め、1991年（平成3年）に発生した、ペルーでJICA派遣の農業専門家3人が殺害された事件（以下、ワラル事件）では、総裁として対応にあたり、衆議院の牧野隆守外務委員長（当時）らと共にワラル事件で亡くなった職員の遺児を支援するための育英基金を立ち上げ、募金を呼びかけた。また、総裁在任中に皇太子徳仁親王（当時）と小和田雅子の婚約に一役買ったことで知られており、藤森昭一宮内庁長官（当時）の依頼を受けて、自身の後輩で雅子の父である小和田恆外務事務次官（当時）や雅子本人と接触するなど、仲人役を務めた。この他、対外経済協力審議会委員、東京都顧問などを務めた。
1998年（平成9年）1月13日、学校法人成城学園理事長に就任。2001年（平成13年）5月25日まで務めた。
2017年（平成29年）11月18日、急性肺炎のため、静岡県賀茂郡東伊豆町の医療施設で死去。同日付で従三位に叙された。